# Patiyo Tambwe
Patiyo Tambwe (Beni, 7 januari 1984) is een Congolese voetballer. Hij speelt op dit moment bij FC Brussels, in de Belgische Tweede Klasse. Zijn positie is aanvaller.
Tambwe werd door KSC Lokeren ontdekt bij DC Virunga, een club uit Congo-Kinshasa. Sinds 2006 speelt hij in Europa. Hij scoorde voor Lokeren 15 keer in 62 matchen.

## Carrière
- 2003-2006: DC Virunga
- 2006-2008: KSC Lokeren
- 2009-2009: Hacettepe SK
- 2009-2011: Gençlerbirliği SK
- 2011-heden: FC Brussels

## Statistieken
| seizoen | club                  | land           | competitie    | wed | goals |
| ------- | --------------------- | -------------- | ------------- | --- | ----- |
| 2004/05 | DC Virunga            | Congo-Kinshasa | Linafoot      | -   | -     |
| 2005/06 | DC Virunga            | Congo-Kinshasa | Linafoot      | -   | -     |
| 2006/07 | Sporting Lokeren      | België         | Eerste klasse | 31  | 8     |
| 2007/08 | Sporting Lokeren      | België         | Eerste klasse | 29  | 7     |
| 2008/09 | Hacettepe Spor Kulübü | Turkije        | 2. Lig        | 16  | 3     |
| 2009/10 | Gençlerbirliği SK     | Turkije        | Süper Lig     | 10  | 0     |
| 2010/11 | Gençlerbirliği SK     | Turkije        | Süper Lig     | 10  | 0     |
| 2011/12 | FC Brussels           | België         | Tweede klasse | 31  | 6     |
|         |                       |                | Totaal        | 126 | 24    |

Laatst bijgewerkt 06-05-12